# Éloi Tassin

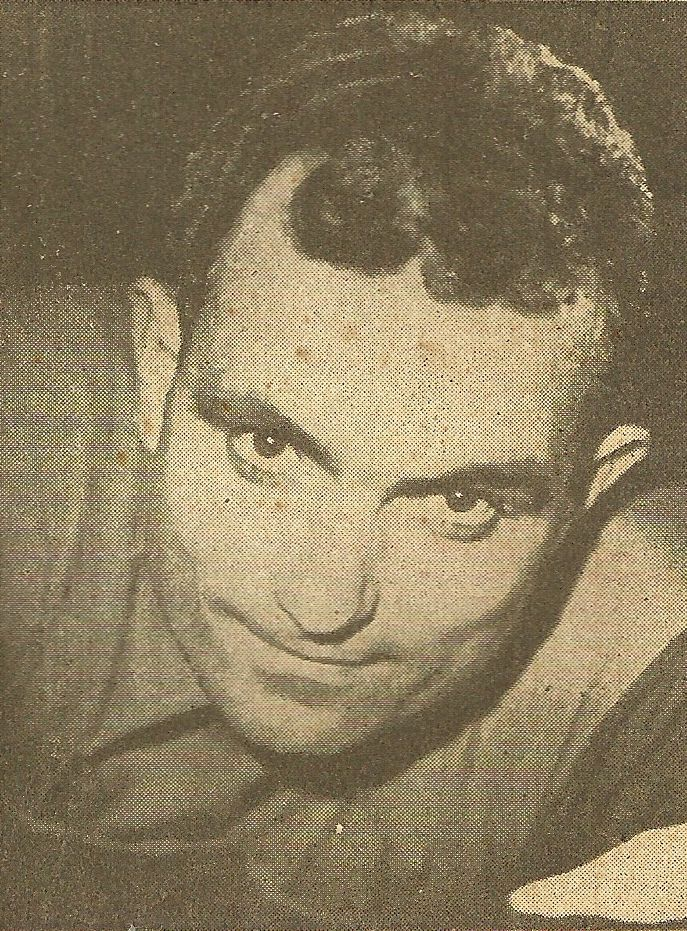
Éloi Tassin

Éloi Roger Marie Joseph Tassin (* 6. Juni 1912 in Vay; † 17. August 1977 in Les Sables-d’Olonne) war ein französischer Radrennfahrer.

## Sportliche Laufbahn
1935 wurde Tassin Berufsfahrer im Radsportteam Griffon. Er blieb bis 1951 aktiv. 1939 gewann er als Mitglied des Teams Mercier-Hutchinson eine Etappe der Tour de France. 1947 war er erneut auf einem Tagesabschnitt erfolgreich. Tassin wurde unmittelbar nach Ende des Zweiten Weltkriegs 1945 nationaler Meister im Straßenrennen der Profis und siegte im Einzelzeitfahren um den Grand Prix des Nations vor Émile Carrara. Mit den Siegen in den Eintagesrennen Manche–Océan (Zeitfahren), Paris–Limoges und Grand Prix de Plouay wurde 1945 seine erfolgreichste Saison. 1946 folgte ein Sieg im Rennen Armagnac–Paris, 1948 erneut im Grand Prix de Plouay und 1949 im Rennen Paris–Montceau Les Mines.
Zweite Plätze erreichte er in der Tour du Lac Léman 1947 hinter Emilio Croci-Torti, 1948 im Circuit de l’Aulne und im Grand Prix de l’Equipe. Die Tour de France bestritt er fünfmal. 1939 wurde er 32., 1947 37. der Gesamtwertung. 1938, 1948 und 1949 schied er aus.